# Sciurocheirus gabonensis
Il galagone del Gabon (Sciurocheirus gabonensis (Gray, 1863)) è un primate strepsirrino appartenente alla famiglia Galagidae.

## Descrizione

### Dimensioni
Misura una quarantina di centimetri di lunghezza, per un peso di 280 g.

## Distribuzione e habitat
L'areale della specie si estende in Camerun, Gabon e Repubblica del Congo.

## Tassonomia
È molto simile al galagone di Bioko (Sciurocheirus alleni), del quale veniva un tempo considerato una sottospecie (Galago alleni gabonensis).